# Elecciones legislativas de Francia de 1945
Las elecciones legislativas de Francia, realizadas el 21 de octubre de 1945 tras el fin de la Segunda Guerra Mundial y la ocupación alemana de Francia, eligieron una asamblea constituyente encargada de redactar una constitución para la Cuarta República Francesa. Participaron el 79,83% de los habilitados para votar, incluyendo a mujeres y soldados. Los 586 parlamentarios fueron elegidos por un sistema de representación proporcional. El partido más votado fue el Partido Comunista Francés.
El mismo día de la elección se realizó un referéndum constitucional que habilitó a la Asamblea Nacional elegida en esta fecha para que actuara como Asamblea Constituyente.

## Resultados
| Partidos y Coaliciones | Partidos y Coaliciones | Sigla   | Votos      | %     | Escaños |
| ---------------------- | --- | ------- | ---------- | ----- | ------- |
|                        | Partido Comunista Francés (Parti communiste français)                                                                                  | PCF     | 5.024.174  | 26.23 | 159     |
|                        | Movimiento Republicano Popular (Mouvement républicain populaire)                                                                       | MRP     | 4.580.222  | 23.91 | 150     |
|                        | Sección Francesa de la Internacional Obrera (Section française de l'Internationale ouvrière)                                           | SFIO    | 4.491.152  | 23.45 | 146     |
|                        | Total "Alianza de los Tres Partidos"                                                                                                   |         | 14.095.548 | 73.59 | 455     |
|                        | Partido Radical (Parti radical) y Unión Democrática y Socialista de la Resistencia (Union démocratique et socialiste de la Résistance) | PR/UDSR | 2.018.665  | 10.54 | 71      |
|                        | Moderados (Derecha) (Modérés) |         | 3.001.063  | 15.67 | 53      |
|                        | Otros |         | 37.440     | 0.20  | 7       |
|                        | Total |         | 19.657.603 | 100   | 586     |
|                        | Abstención: 20.17% |         |            |       |         |